# Duelo com mocas
Duelo com mocas (também traduzido como Duelo às bordoadas) ou A rixa (Duelo a garrotazos o La Riña, no original em castelhano) é uma das Pinturas Negras que Francisco de Goya realizou para decorar os muros da casa —a chamada "Quinta del Sordo"— que adquiriu em 1819. A obra localizava-se no muro da esquerda assestada à porta do piso superior da casa, partilhando a parede com "As Parcas", com uma janela de entremeio.

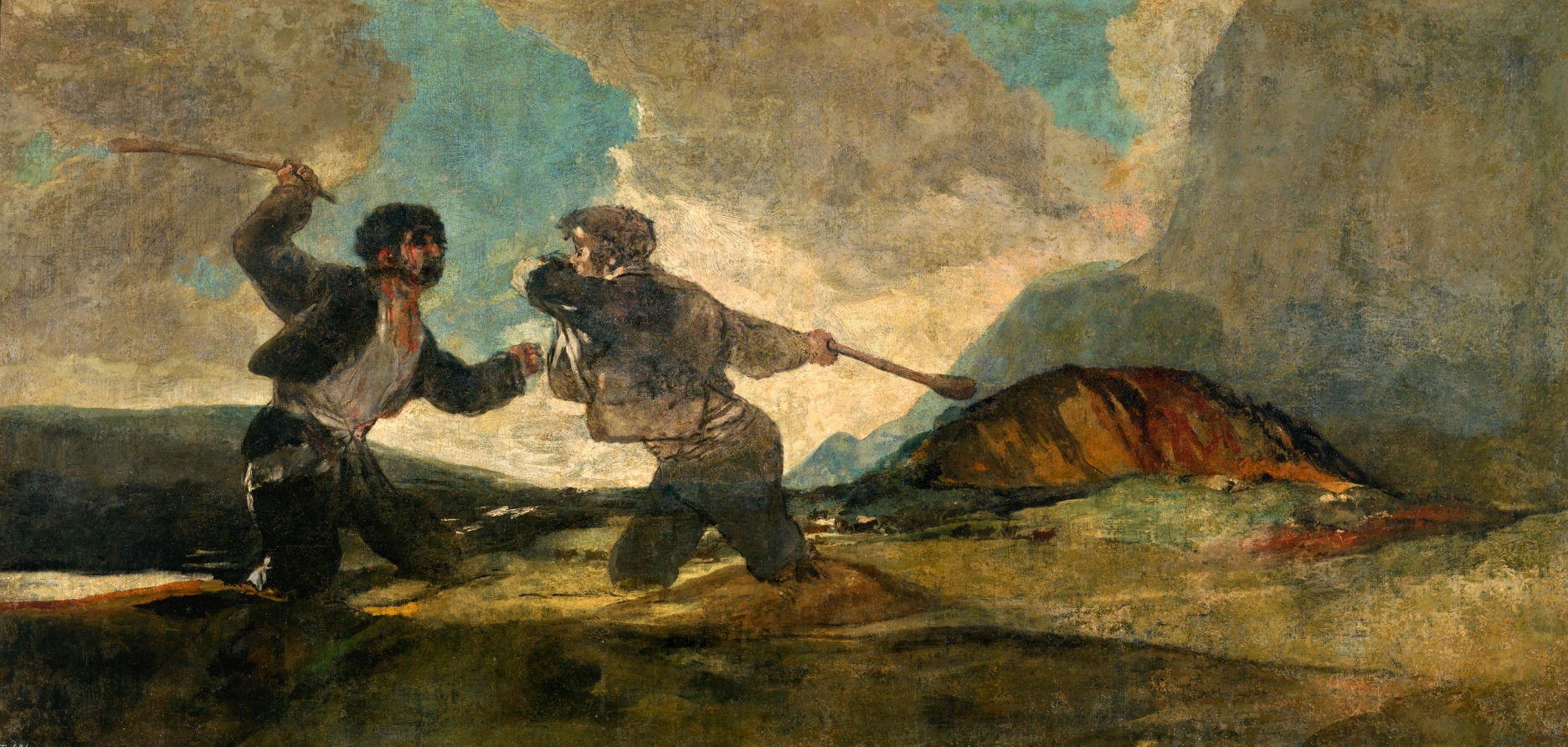
Duelo com Mocas, Francisco Goya

Nele figuram dois homens que combatem de mocas em punho, sem que haja espectadores ao pé, ambos enterrados na areia pelos joelhos. Não se sabe se o vencedor será sequer capaz de se libertar das areias, o que insinua uma ideia de qualquer vitória será pirríca. Sob pano de fundo, uma paisagem erma, com cambiantes a contraluz de uma alvorada distante. O que reforça a ideia de luta vã e de vitória pirríca, ao posicionar os combatentes numa situação de que poderão não conseguir sair e, mesmo se o conseguirem, onde não têm sítio nenhum para onde ir, no meio da charneca desolada.
O quadro, em conjunção com as demais Pinturas negras, foi trasladado do reboco da parede para a tela, a partir de 1874, por Salvador Martínez Cubells, encarregado pelo barão de Erlanger, um banqueiro francês, que fazia tenção de vender as pinturas na Exposição Universal de Paris de 1878. Malogrado, visto que as obras não conseguiram atrair compradores. De tal sorte que ele-mesmo acabou por doá-las, em 1881, ao Museu do Prado, onde ainda hoje estão em exibição.
A interpretação tradicional deste quadro foi a de que representava dois camponeses numa luta à bastonada num ermo desolado, enterrados na areia até aos joelhos. Independentemente de estarem enterrados, este tipo de duelos ocorriam na época, tal como os dos cavaleiros, só que, ao contrário daqueles, as armas neste eram mocas ou bastões e desproviam-se de regras e protocolo, como sendo os padrinhos, os cinquenta passos, a escolha das armas, etc.
O investigador britânico Nigel Glendinning já assinalara as diferenças entre as pinturas actuais e o estado que apresentavam as Pinturas negras antes de serem transladadas e restauradas, documentando a situação, com recurso a uma série de fotografias da autoria de Juan Laurent. Em finais de 2010, outro estudo destas imagens de Laurent, agora realizado por Carlos Foradada, pintor e professor de História da Arte, reiterou que Goya pintou os duelistas sobre um piso relvado e que terá sido a deficiente técnica de arranque das pinturas dos muros da "Quinta del Sordo", que resultou em  grandes perdas de superfície pictórica e na subsequente dissimulação das pernas abaixo dos joelhos, o que fomentou a interpretação de que Goya os enterrara.
Todas as fotografias de Laurent, das Pinturas negras, na Quinta del Sordo, foram publicadas en 1992, no Boletim do Museu do Prado, num artigo escrito por Carmen Torrecillas.

## Análise

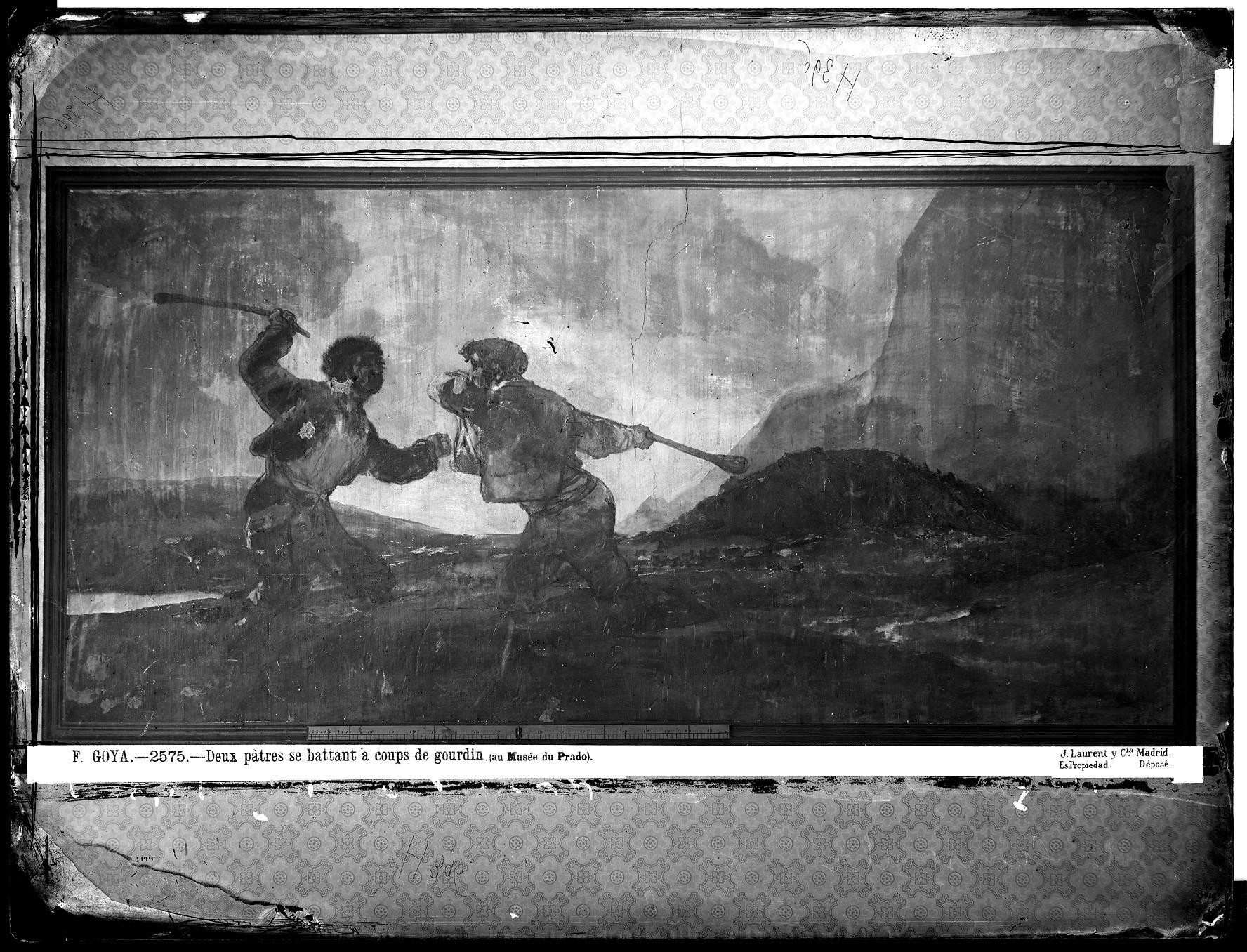
Pinturas Negras de Goya, "Duelo a garrotazos" ou "La riña", fotografia de J. Laurent em 1874, no interior da Quinta del Sordo, possivelmente com iluminação eléctrica

Esta pintura, desde que foi criada (1819-1823), tem sido encarada como a luta fratricida entre os espanhóis; na época de Goya, as facções em confronto eram os liberais e os absolutistas. O quadro foi pintado na época do Triénio Liberal e da condenação à morte de Rafael de Riego por ordem de Fernando VII de Espanha, dando lugar ao exílio dos chamados afrancesados, entre os quais se contou o próprio Goya. Por este motivo o quadro prefigura a luta entre as "Duas Espanhas" (nome que designa o debate intelectual e identitário, que marcou o período da regeneração espanhola, do século XIX, coincidente com o despontar dos chamados "movimentos nacionalistas periféricos") que se prolonga no século XIX entre progressistas e moderados e, em geral, nas posturas antagónicas que desembocaram da Guerra Civil Espanhola.
Os críticos estrangeiros do século XIX, tradicionalmente, encararam esta obra como se duma representação de um costume rural espanhol se tratasse e tentaram localizar a suposta región geográfica (Charles Yriarte, autor francês, aventou que pudesse ser na Galiza) de origem desta prática bárbara. De qual das formas, os intelectuais espanhóis, desde cedo, rejeitaram categoricamente a interpretação de que esta seria um retrato de costumes. A perspectiva por si perfilhada tem sido mormente simbólica: a morte implacável, a discórdia entre o homens e as guerras civis. Além do mais, observando a fotografia de J. Laurent, tirada antes do arranque do reboco e dos posteriores restauros no Museu do Prado, levanta a dúvida sobre se os homens estavam semi-enterrados entre erva seca ou em lama. Por demais interessante é, também, reparar na racha de consideráveis dimensões gretada na pintura, o que é prova inequívoca de que foi fotografada na parede da Quinta de Goya.
Os personagens aparecem em destaque no primeiro plano, como era habitual na série de gravuras Os desastres da guerra, sobre uma paisagem erma e longínqua, iluminados a contraluz, o que- por sinal- era contrário às convenções retratistas de figuras humanas da época. É possível que com isso se pretenda reflectir a ténue luz da alvorada em que se davam estes supostos duelos camponeses. Só aparecem coloridos a paisagem e o céu. Como contraponto do drama brutal, apercebemo-nos da beleza dos azuis do espaço aéreo e das cambiantes rosáceas das sombras da terra.

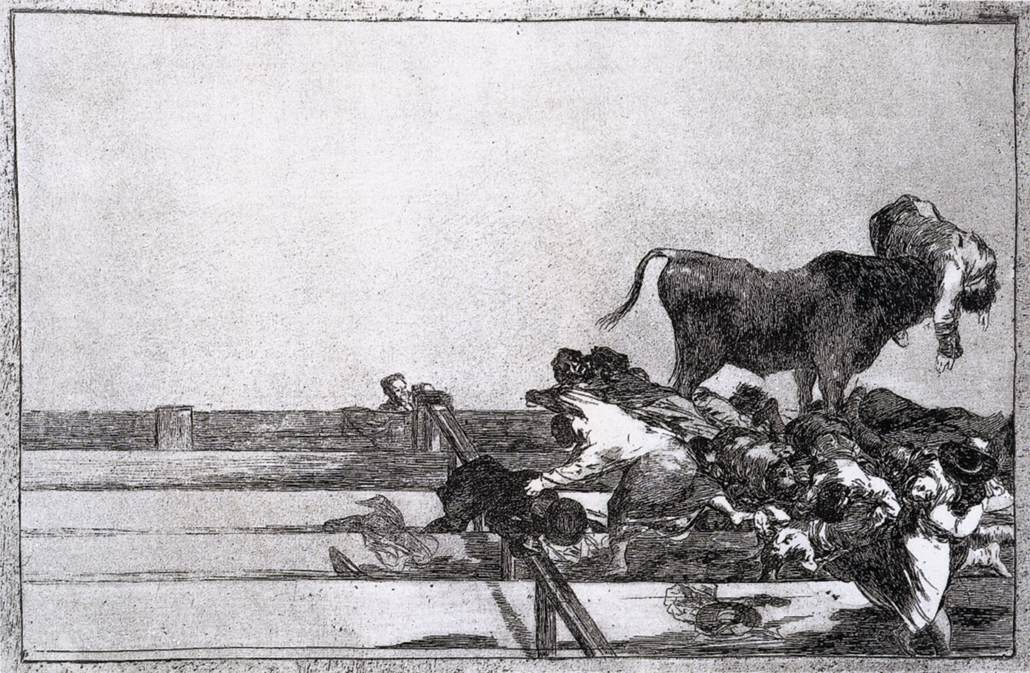
Acontecimentos infelizes nos lugares da frente da Arena de Madrid - 1816- Francisco de Goya

A composição encontra-se descentrada, visto que os duelistas aparecem à esquerda do quadro, deixando uma ampla paisagem de suaves outeiros ocres e rubicundos à direita. Este desequilíbrio da composição contravem os cánones académicos e neoclássicos, uma prática recorrente noutras Pinturas Negras, como O Grande Bode (que foi truncada de uma secção que a faria mais equilibrada ainda no que toca à composição) ou La romería de San Isidro, na qual os homens se amontoam a um dos cantos do quadro. Este tipo de composição orgânica (e não mecânica, que é própria da mentalidade académica), baseia-se nas linhas de força e do movimento e não tanto na posição das figuras, e é típica do Romantismo. Goya ja a usara  nalgumas series de gravuras, como na estampa n.º 21 de  La tauromaquia e «Acontecimentos infelizes nos lugares da frente da Arena de Madrid», (em 1816), na qual um touro galga sobre  a barreira e corneia o público, deixando a totalidade da metade esquerda da peça completamente vazia.
Quanto à técnica pictórica, o quadro foi executado à  pincelada rápida e solta, pouco carregada na tinta e dando-se a grandes liberdades no tocante à cor e ao desenho.